# Aloe trachyticola
Aloe trachyticola är en grästrädsväxtart som först beskrevs av Joseph Marie Henry Alfred Perrier de la Bâthie, och fick sitt nu gällande namn av Gilbert Westacott Reynolds. Aloe trachyticola ingår i släktet Aloe och familjen grästrädsväxter.

## Underarter
Arten delas in i följande underarter:
- A. t. mutifolia
- A. t. trachyticola